# Marilyn Schmiege
Marilyn Schmiege (* 29. November 1948 in Milwaukee) ist eine amerikanisch-deutsche Sängerin in der Stimmlage Mezzosopran, Hochschullehrerin und Gesangspädagogin.

## Leben und Wirken
Marilyn Schmiege, geb. Konrad, studierte Gesang, Kirchenmusik (Orgel) an der Boston University, Valparaiso University sowie an der Westfälischen Hochschule für Musik bei Anny Dieninghoff. Von 1977 bis 1978 war sie Mitglied des Internationalen Opernstudios Zürich. Ihre steile Karriere begann 1978 als Dorabella in Così fan tutte im Opernhaus Wuppertal. Diese Partie begleitete die Künstlerin ihr ganzes Sängerleben hindurch.  Von 1978 bis 1982 war Marilyn Schmiege Ensemblemitglied am Staatstheater am Gärtnerplatz. Danach folgten Gastengagements an den großen internationalen Opernbühnen. Die Mezzosopranistin sang z. B. in Bayreuth, Dresden, München, Hamburg, Frankfurt, Köln, Wien, Amsterdam, Antwerpen, Paris, Barcelona,  an der Metropolitan Opera in New York sowie in einer Produktion der Mailänder Scala in Castello Sforzesco. 
Neben ihrer Bühnenpräsenz war/ist die Sängerin als Lied- und  Konzertsängerin tätig. Diesbezüglich trat sie mit den Münchner Philharmonikern, den Bamberger Symphonikern, dem Berliner Sinfonie-Orchester und den New Yorker Philharmonischen Orchester unter namhaften Dirigenten wie Gabriele Ferro, Daniele Gatti, Horst Stein, Lothar Zagrosek, Rafael Kubelík etc. auf. Zusammen mit dem Pianisten Donald Sulzen gab sie eine beachtliche Anzahl von Liederabenden in europäischen Städten. Äußert umfangreich ist ihr Lied- und Konzertrepertoire. Dazu gehören Werke u. a. von Hindemith, Mahler, Berg, Beethoven, Ravel, Telemann, von Zemlinsky, Schoenberg, Wolf, Liszt und Schumann. 
Schmiege war mehrmals Jury-Mitglied bei internationalen Gesangswettbewerben in Deutschland, Italien und China. Seit 2001 unterrichtet sie Gesang, zuerst am Richard-Strauss-Konservatorium und seit Herbst 2008 an der Hochschule für Musik und Theater München, wo sie 2010 zur Honorarprofessorin ernannt wurde. Schüler von ihr sind inzwischen selbst bekannte Sänger, zum Beispiel Susanne Drexl, Franziska Rabl und Mathias Ludwig. 
Sie ist seit Mai 2014 Präsidentin des Bundesverbandes Deutscher Gesangspädagogen, dem größten Gesangspädagogenverband in Europa.
Schmiege bietet privat Kurse (und ist selbst praktisch tätig) in Gesang, Qigong, Kinesiologie und energetisches Heilen an. 

## Rollenrepertoire (Auswahl)
- Marquerite in La damnation de Faust
- Komponist in Ariadne auf Naxos
- Katherina in Lady Macbeth von Mzensk
- Marqise de Merteuil in Les Liaisons dangéreuses
- Sieglinde in Die Walküre
- Cherubino in Le nozze di Figaro
- Carlotta in Die Gezeichneten
- Carmen  in Carmen
- Octavian in Der Rosenkavalier
- Charlotte in Werther
- Rosina in Der Barbier von Sevilla
- Gräfin Geschwitz in Lulu
- Marie in Wozzeck
- Leonore in Fidelio
- Kundry in Parsifal
- Dorabella in Così fan tutte
- Venus in Tannhäuser und der Sängerkrieg auf Wartburg
- Hexe in Königskinder
- Die Frau in Von heute auf morgen
- Ariane in Ariane et Barbe-bleue
- Johanna in Die Jungfrau von Orléans
- Margarita in Der Meister und Margarita

## Diskografie
- Diskographie auf der Webseite von Marilyn Schmiege